# Griblje
Griblje (pronunciación eslovena: [ˈɡɾiːbljɛ]; alemán: Grüble) es una localidad eslovena perteneciente al municipio de Črnomelj en el sur del país.
En 2020, la localidad tenía una población de 334 habitantes.
Es una localidad de origen agrícola cuyo topónimo deriva de la antigua expresión eslava gribljati, que viene a significar "surco" o "arado". Se conoce la existencia de la localidad en documentos desde 1526, cuando se menciona por primera vez la existencia de su iglesia parroquial de San Vito; no obstante, su actual templo parroquial es una construcción posterior del siglo XVIII.
La localidad se ubica unos 10 km al este de la capital municipal Črnomelj, junto a la frontera con Croacia marcada por el río Kolpa. Al otro lado del río se ubican las localidades croatas de Velika Paka y Ertić.